# 德尔施泰特
德尔施泰特（德語：Döllstädt）是德国图林根州的市镇，隶属于哥达县。总面积为13.37平方千米，截至2023年12月31日总人口为1,068人。